# Багов, Али Малилович
Али (Олег) Малилович Багов (адыг. Багъ Алий, род. 2 декабря 1990, Баксан, Кабардино-Балкарская АССР) — российский боец смешанных единоборств, бывший чемпион ACB в лёгком весе, 4-кратный чемпион России по грэпплингу, двукратный чемпион мира по джиу-джитсу, чемпион Всемирных игр боевых искусств 2013 года по грэпплингу.

## Карьера в смешанных единоборствах
Али начал профессиональную карьеру незадолго до своего 19-летия, дебютировав на турнире Global Battle в Перми. Уже в четвертом бою встретился с будущим чемпионом UFC Хабибом Нурмагомедовым, которому проиграл судейским решением. Далее дрался в разных промоушенах, в том числе и в League S-70, ProFc, M-1 Global и Fight Nights.

### Absolute Championship Berkut
С 9 марта 2014 года выступает в лиге ACA, в которой дебютировал на одном из ранних её турниров ACB 2 — Grand Prix Berkut. За более чем 10 лет Али провёл 26 поединков в промоушене, проиграв лишь в четырёх, три из которых являлись поединками за титул чемпиона АСВ в лёгком весе. Два поражения он потерпел от чемпиона Абдул-Азиза Абдулвахабова, еще по одному от Мурада Абдулаева и Дауда Шайхаева, у которго позже успешно взял реванш. Первые 12 поединков, проведённых Баговым в ACB, заканчивались досрочно. Впервые бой дошёл до решения судей в схватке с Хердесоном Батистой на ACB 71, где Али победил единогласным решением. На турнире ACB 89 в третий раз встретился с чемпионом ACB в лёгком весе Абдул-Азизом Абдулвахабовым, и одержав победу раздельным решением судей, стал новым чемпионом в лёгком весе. 5 сентября 2020 года в рамках трунира ACA 110 дрался за пояс в полусреднем весе с Мурадом Абдулаевым, проиграв последнему раздельным решением судей.
Был участником Гран при АСА в легком весе 2023 года. В первом бою с Рашидом Магомедовым за право выхода в полуфинал был дисквалифицирован (вместе с соперником) за чрезмерно пассивное ведение боя. Основатель лиги по этому поводу произнес фразу ставшую мемом - «За пацанов нас держите?».

## Статистика боёв
| Боёв 47         | Побед 34 | Поражений 12 |
| --------------- | -------- | ------------ |
| Нокаутом        | 3        | 8            |
| Сдачей          | 24       | 1            |
| Решением        | 7        | 3            |
| Не состоявшихся | 1        | 1            |

| Результат    | Рекорд    | Соперник                   | Способ                                          | Турнир                                                | Дата                  | Раунд | Время | Место                   | Примечание |
| ------------ | --------- | -------------------------- | ----------------------------------------------- | ----------------------------------------------------- | --------------------- | ----- | ----- | ----------------------- | --- |
| Поражение    | 34-12     | Абдул-Азиз Абдулвахабов    | Нокаутом (удары)                                | ACA 189                                               | 12 июля 2025 года     | 2     | 1:11  | Грозный, Россия         | |
| Победа       | 34-11 (1) | Дауд Шайхаев               | Решением (единогласным)                         | ACA 177: Багов - Шайхаев 2                            | 28 июня 2024 года     | 5     | 5:00  | Сочи, Россия            | Полуфинал гран-при ACA 2023 в лёгком весе |
| Победа       | 33-11 (1) | Артём Резников             | Техническим нокаутом (удары локтями)            | ACA 168: Гаджидаудов - Туменов                        | 24 декабря 2023 года  | 4     | 4:13  | Москва, Россия          | Четвертьфинал гран-при ACA 2023 в лёгком весе |
| Поражение    | 32-12 (1) | Дауд Шайхаев               | Решением (раздельным)                           | ACA 154: Вахаев - Гончаров                            | 17 марта 2023 года    | 3     | 5:00  | Краснодар, Россия       | |
| Не состоялся | 32-10 (1) | Рашид Магомедов            | Дисквалификация                                 | ACA 141: Фройс - Сулейманов                           | 22 июля 2022 года     | 4     | 5:00  | Сочи, Россия            | Четвертьфинал Гран-при ACA в лёгком весе. Перед началом пятого раунда в клетку вошёл основатель лиги Майрбек Хасиев и дисквалифицировал обоих спортсменов за пассивное ведение боя. |
| Победа       | 32-10     | Андрей Кошкин              | Единогласное решение                            | ACA 134: Багов — Кошкин                               | 17 декабря 2021 года  | 3     | 5:00  | Краснодар, Россия       | |
| Победа       | 31-10     | Тилек Машрапов             | Единогласное решение                            | ACA 125: Дудаев — де Лима                             | 29 июня 2021 года     | 3     | 3:33  | Сочи, Россия            | |
| Победа       | 30-10     | Элиас Сильверио            | Единогласное решение                            | ACA 117: Багов — Сильверио                            | 12 февраля 2021 года  | 3     | 5:00  | Москва, Россия          | |
| Поражение    | 29-10     | Мурад Абдулаев             | Раздельное решение                              | АСА 110                                               | 5 сентября 2020 года  | 5     | 5:00  | Москва, Россия          | Бой за вакантный титул чемпиона ACA в полусреднем весе |
| Победа       | 29-9      | Адам Таусенд               | Единогласное решение                            | АСА 104 — Goncharov vs. Vakhaev                       | 21 февраля 2020 года  | 3     | 5:00  | Москва, Россия          | Поднялся в полусредний вес |
| Победа       | 28-9      | Хусейн Халиев              | Болевой (кимура)                                | АСА 99                                                | 28 сентября 2019 года | 4     | 3:32  | Москва, Россия          | Защитил титул чемпиона ACA в лёгком весе |
| Победа       | 27-9      | Абдул-Азиз Абдулвахабов    | Раздельное решение                              | ACB 89                                                | 5 сентября 2018 года  | 5     | 5:00  | Москва, Россия          | Завоевал титул чемпиона ACB в лёгком весе |
| Победа       | 26-9      | Глеристоне Сантос          | Техническим нокаутом (удары руками и локтями)   | ACB 86 Balaev vs. Raisov 2                            | 5 мая 2018 года       | 1     | 3:47  | Краснодар, Россия       | |
| Победа       | 25-9      | Леандро Сильва             | Единогласное решение                            | ACB 80 Burrell vs. Tumenov                            | 16 февраля 2018 года  | 3     | 5:00  | Москва, Россия          | |
| Победа       | 24-9      | Хердесон Батиста           | Единогласное решение                            | ACB 71                                                | 30 сентября 2017 года | 3     | 5:00  | Москва, Россия          | |
| Победа       | 23-9      | Бубба Дженкинс             | Удушающим приёмом (обратный треугольник)        | ACB 54: Supersonic                                    | 11 марта 2017 года    | 2     | 4:02  | Манчестер, Англия       | |
| Поражение    | 22-9      | Абдул-Азиз Абдулвахабов    | Техническим нокаутом (отказ от продолжения боя) | ACB 48 Revenge                                        | 22 октября 2016 года  | 1     | 5:00  | Москва, Россия          | Бой за титул чемпиона ACB в лёгком весе |
| Победа       | 22-8      | Ренат Лятифов              | Нокаутом (удары)                                | ACB 38 — Breakthrough                                 | 20 мая 2016 года      | 1     | 0:47  | Санкт-Петербург, Россия | |
| Победа       | 21-8      | Артур Лемос                | Сабмишном (удушение сзади)                      | ACB 31 — Magomedsharipov vs. Arapkhanov               | 9 марта 2016 года     | 1     | 3:49  | Санкт-Петербург, Россия | |
| Победа       | 20-8      | Эдуард Вартанян            | Сабмишном (удушение сзади)                      | ACB 22 — St. Petersburg                               | 12 сентября 2015 года | 1     | 1:16  | Санкт-Петербург, Россия | Финал гран-при ACB 2015 в лёгком весе |
| Победа       | 19-8      | Якуб Ковалевич             | Болевой (рычаг локтя)                           | АСВ 19 — «Балтийский вызов»                           | 30 мая 2015 года      | 1     | 1:11  | Калининград, Россия     | Полуфинал гран-при ACB 2015 в лёгком весе |
| Победа       | 18-8      | Тиаго Меллер               | Удушение                                        | Absolute Championship Berkut 15                       | 21 марта 2015 года    | 1     | 2:51  | Нальчик, Россия         | Четвертьфинал гран-при ACB 2015 в лёгком весе |
| Победа       | 17-8      | Радж Хизриев               | Сдача                                           | Battle Of Champions 7                                 | 21 ноября 2014 года   | 1     | N/A   | Москва, Россия          | |
| Победа       | 16-8      | Георгий Стоянов            | Сдача (рычаг локтя)                             | ACB 11 — Vol. 1                                       | 14 ноября 2014 года   | 1     | 4:43  | Грозный, Россия         | |
| Победа       | 15-8      | Кирилл Сухомлинов          | Сдача (удушение сзади)                          | ProFC 54 — Challenge of Champions                     | 7 сентября 2014 года  | 2     | 2:05  | Ростов-на-Дону, Россия  | |
| Поражение    | 14-8      | Абдул-Азиз Абдулвахабов    | Нокаут (удар ногой с разворота)                 | ACB 9 — Grand Prix Berkut                             | 22 июня 2014 года     | 3     | 3:46  | Грозный, Россия         | Бой за титул чемпиона ACB в лёгком весе |
| Победа       | 14-7      | Хамзат Далгиев             | Сдача (треугольник)                             | M-1 Challenge 49                                      | 7 июня 2014 года      | 1     | 0:53  | Таргим, Россия          | |
| Победа       | 13-7      | Рустам Боготов             | Сдача (болевой на ногу)                         | ACB 7 — Grand Prix Berkut                             | 18 мая 2014 года      | 1     | 0:20  | Грозный, Россия         | |
| Победа       | 12-7      | Расул Мансуров             | Сдача (треугольник)                             | ACB 5 — Grand Prix Berkut                             | 6 апреля 2014 года    | 1     | 1:04  | Грозный, Россия         | |
| Победа       | 11-7      | Ахмед Мирзаев              | Сдача (анаконда)                                | ACB 2 — Grand Prix Berkut                             | 9 марта 2014 года     | 1     | 1:01  | Грозный, Россия         | Дебют в ACB. |
| Поражение    | 10-7      | Ренат Лятифов              | Технический нокаут (травма)                     | Fightspirit 1                                         | 8 сентября 2013 года  | 1     | 5:00  | Колпино, Россия         | |
| Победа       | 10-6      | Виктор Чернецкий           | Сдача (ручной треугольник)                      | Fight Nights — Battle of Moscow 12                    | 20 июня 2013 года     | 1     | 0:30  | Москва, Россия          | |
| Поражение    | 9-6       | Георгий Стоянов            | Технический нокаут                              | M-1 Global — M-1 Challenge 40                         | 8 июня 2013 года      | 1     | 5:00  | Джейрах, Россия         | |
| Победа       | 9-5       | Магомед Раджабов           | Сдача (рычаг локтя)                             | Russian MMA Union — St. Petersburg MMA Championship 1 | 31 марта 2013 года    | 1     | 1:17  | Санкт-Петербург, Россия | |
| Поражение    | 8-5       | Магомедрасул Хасбулаев     | Нокаут                                          | League S-70 — Russian Championship Semifinals         | 25 мая 2012 года      | 2     | 1:57  | Москва, Россия          | |
| Поражение    | 8-4       | Хосе Лукас Фабиано де Мело | Нокаут                                          | RFC1 — Beirut                                         | 9 марта 2012 года     | 2     | 3:59  | Бейрут, Ливан           | |
| Победа       | 8-3       | Мурад Юсупов,              | Сдача (треугольник)                             | League S-70 — Russian Championship First Round        | 22 декабря 2011 года  | 1     | 1:10  | Волгоград, Россия       | |
| Победа       | 7-3       | Талех Алиев                | Сдача (треугольник)                             | ProFC — Union Nation Cup Final                        | 2 июля 2011 года      | 1     | 1:25  | Ростов-на-Дону, Россия  | |
| Победа       | 6-3       | Юрий Келехсаев             | Сдача (треугольник)                             | FCF — CIS Pro Tournament                              | 15 мая 2011 года      | 1     | 0:59  | Нальчик, Россия         | |
| Победа       | 5-3       | Сергей Голяев              | Сдача (Удушение сзади)                          | ProFC — Union Nation Cup 11                           | 25 декабря 2010 года  | 1     | 4:54  | Бобруйск, Белоруссия    | |
| Победа       | 4-3       | Владимир Симонян           | Сдача (Удушение сзади)                          | ProFC — Union Nation Cup 9                            | 22 октября 2010 года  | 1     | 1:02  | Нальчик, Россия         | |
| Поражение    | 3-3       | Кирилл Сухомлинов          | Технический нокаут                              | Pancration Black Sea Cup                              | 18 июня 2010 года     | 1     | 2:15  | Анапа, Россия           | |
| Победа       | 3-2       | Хизри Раджабов             | Сдача (анаконда)                                | IAFC — Pankration Caucasus Cup 3                      | 18 июня 2010 года     | 1     | 0:30  | Россия                  | |
| Поражение    | 2-2       | Хабиб Нурмагомедов         | Единогласное решение                            | Golden Fist Russia                                    | 10 июня 2010 года     | 2     | 5:00  | Москва, Россия          | |
| Поражение    | 2-1       | Александр Бутенко          | Сдача (Удушение сзади)                          | Global Battle Tournament                              | 27 ноября 2009 года   | 2     | 0:00  | Пермь, Россия           | |
| Победа       | 2-0       | Рамазан Эмеев              | Сдача (треугольник)                             | Global Battle                                         | 24 октября 2009 года  | 1     | 1:30  | Пермь, Россия           | |
| Победа       | 1-0       | Рустам Тхагабсоев          | Сдача (треугольник)                             | Global Battle                                         | 24 октября 2009 года  | 1     | 1:09  | Пермь, Россия           | |